# Pallonista
Pallonista è un giocatore di pallone, professionista o dilettante, nelle specialità:
- pallone col bracciale
- pallapugno
- pallapugno leggera
- pantalera
- pallone a pugno
- palla elastica
- pallina
- palla eh!